# Пєщивиці (Оршанська волость)
Пєщивиці (рос. Песчивицы) — присілок в Новоржевському районі Псковської області Російської Федерації.
Населення становить 10 осіб. Входить до складу муніципального утворення Вехнянська волость.

## Історія
Від 2015 року входить до складу муніципального утворення Вехнянська волость.

## Населення
| 2001 | 2002 | 2010 |
| ---- | ---- | ---- |
| 15   | ↗20  | ↘10  |